# جرمیا لورچ
جرمیا لورچ (انگلیسی: Jeremias Lorch؛ زادهٔ ۲ دسامبر ۱۹۹۵) بازیکن فوتبال اهل آلمان است.
از باشگاه‌هایی که در آن بازی کرده‌است می‌توان به باشگاه فوتبال اشتوتگارت اشاره کرد.